# Konstantin Gercenberg
Konstantin Rudolfowicz Gercenberg (ros. Константин Рудольфович Герценберг, ur. 1888 w guberni połtawskiej, zm. 1951 w Moskwie) – radziecki działacz partyjny.

## Życiorys
Od 1905 członek SDPRR, uczestnik rewolucji 1905-1907 w Rydze, 1907 skończył szkołę wojskową, 1907 aresztowany, 1913-1917 na emigracji we Francji, 1914 skończył kursy elektromechaniczne w Paryżu, 1917-1918 ślusarz w fabryce w Piotrogrodzie. 1918-1919 zastępca kierownika Wydziału Informacyjnego Ludowego Komisariatu ds. Narodowości RFSRR, 1919-1920 przedstawiciel WCIK w Kałmuckim Obwodzie Autonomicznym, 1920-1921 kierownik Wydziału Narodowościowego Gubernialnego Komitetu RKP(b) w Irkucku, 1921-1922 sekretarz Jakuckiego Trybunału Rewolucyjnego. Od 1922 sekretarz odpowiedzialny Jakuckiego Komitetu Miejskiego RKP(b), od marca do grudnia 1923 sekretarz odpowiedzialny Komitetu Obwodowego RKP(b) w Jakucku, 1924-1926 inspektor i pełnomocnik Ludowego Komisariatu Handlu Zagranicznego ZSRR, 1926-1930 pomocnik sekretarza KC WKP(b), 1930-1939 zastępca kierownika Wydziału KC WKP(b), 1939-1948 zarządca Banku Finansowania Budownictwa Fundamentalnego, Handlu i Kooperacji ZSRR.